# Robert Epstein
Robert Epstein Ph.D. (* 19. června 1953) je americký psycholog, profesor, spisovatel a novinář. Doktorský titul v psychologii získal v roce 1981 na Harvardově univerzitě, působí jako hostující učitel na Kalifornské univerzitě v San Diegu. Je bývalým editorem časopisu Psychology Today.
Epstein komentoval pro americká rádia NPR (pořad Marketplace) a Hlas Ameriky a pro Disney online. Jeho populárně naučné články se objevily v Reader's Digest, The Washington Post, The Sunday Times, Good Housekeeping, Parenting a v dalších časopisech a novinách.
Ve svém díle Epstein zastává názor, že lidé se mohou cíleně naučit milovat jeden druhého. Studoval dohodnuté sňatky a dle něj v mnoha takových manželstvích si k sobě partneři vyvinuli větší náklonnost, než u párů, které se vzaly z lásky. Dokonce jednou použil sám sebe jako pokusný subjekt.
Ve studii publikované v roce 2007 Epstein pomocí Internetu shrnul od více než 18000 lidí údaje ohledně jejich sexuální orientace. Zjistil, že souvislosti mezi homosexualitou a heterosexualitou jsou poznamenané společenskými vlivy. Rovněž zjistil, že někteří lidé změnili během svého života sexuální orientaci.